# 劳联-产联附属工会列表
勞聯-產聯附屬工會列表列舉了美國附屬於美國勞工聯合會和產業工會聯合會的工會組織。自美國勞工聯合會於1886年成立以來，美國勞工聯合會和產業工會聯合會及其前身組織就會員人數規模來說一直是在美國最具勢力的工會中心組織。截至2023年，美國勞工聯合會和產業工會聯合會共計擁有註冊會員約12,996,375人， 並擁有60個加盟工會。

## 成員列表

### 現有附屬工會
本章節列舉了美國勞工聯合會和產業工會聯合會現有附屬工會組織。數據截至2024年1月，排序以其英語縮寫首字母為序。
- 演員權益協會（英语：Actors' Equity Association）
- 國際航空公司飛行員協會（英语：Air Line Pilots Association, International）
- 聯合運輸工會（英语：Amalgamated Transit Union）
- 美國政府僱員聯合會（英语：American Federation of Government Employees）
- 美國和加拿大音樂人美國聯合會（英语：American Federation of Musicians）
- 美國學校管理者聯合會（英语：American Federation of School Administrators）
- 美國州、縣和市僱員聯合會（英语：American Federation of State, County and Municipal Employees）
- 美國教師聯合會（AFT）
- 美國郵政工人工會（英语：American Postal Workers Union）
- 美國無線電協會（英语：American Radio Association）
- 美國列車調度員協會（英语：American Train Dispatchers Association）
- 美國演員與藝人聯合會（4A）
  - 美國綜藝藝人工會（英语：American Guild of Variety Artists）
  - 義大利裔美國藝人工會（英语：Guild of Italian American Actors）
- 麵包店、糖果店、煙草店工人和穀物磨坊主國際工會（英语：Bakery, Confectionery, Tobacco Workers and Grain Millers International Union）
- 鐵路信號工兄弟會（英语：Brotherhood of Railroad Signalmen）
- 加利福尼亞學校僱員協會（英语：California School Employees Association）
- 美國通訊工人工會（英语：Communications Workers of America）
  - 空乘人員協會（英语：Association of Flight Attendants）
  - 國際電氣工人工會（英语：International Union of Electrical Workers）
  - 全國廣播僱員和技術員協會（英语：National Association of Broadcast Employees and Technicians）
  - 印刷、出版和媒體工人協會（英语：International Typographical Union）
  - 新聞工會—美國通訊工人工會（英语：NewsGuild-CWA）
- 農場勞工組織委員會（英语：Farm Labor Organizing Committee）
- 國際隔熱、防凍及同業工人協會（英语：International Association of Heat and Frost Insulators and Allied Workers）
- 美國及其領地與加拿大戲劇舞台員工、電影技術員、演員和同業工人國際聯盟（英语：International Alliance of Theatrical Stage Employees）
- 國家橋樑、結構、裝飾與加固鋼鐵工人協會（英语：International Association of Bridge, Structural, Ornamental and Reinforcing Iron Workers）
- 國際消防員協會（IAFF）
- 國際機械師與航空航天工人協會（英语：International Association of Machinists and Aerospace Workers）
  - 全國聯邦僱員聯合會（英语：National Federation of Federal Employees）
  - 國際交通通訊聯盟（英语：Transportation Communications International Union）
- 國際鍋爐製作工、鐵船製作工、鐵匠、鍛工及助手兄弟會（英语：International Brotherhood of Boilermakers, Iron Ship Builders, Blacksmiths, Forgers and Helpers）
- 國際電氣工人兄弟會（英语：International Brotherhood of Electrical Workers）
- 國際專業與技術工程師聯合會（英语：International Federation of Professional and Technical Engineers）
- 北美國際印版、模印和雕版工人工會（英语：International Plate Printers, Die Stampers and Engravers Union of North America）
- 國際船長、大副和領航員組織（英语：International Organization of Masters, Mates & Pilots）
- 國際鈑金、航空、鐵路和運輸工人協會（英语：International Association of Sheet Metal, Air, Rail and Transportation Workers）

## 相關列表
- 加拿大勞工大會附屬工會列表（英语：Affiliated unions of the Canadian Labour Congress）

- 工會列表（英语：List of trade unions）

## 外部連接
- 勞聯-產聯附屬工會成員列表 （页面存档备份，存于）在美國勞工聯合會和產業工會聯合會網站上（英文）